# 足立信頭
足立 信頭（あだち のぶあきら、通称、左内、明和6年（1769年）- 弘化2年7月1日（1845年8月3日））は江戸時代後期の天文学者、幕臣である。字を子秀、号は渓隣。子に足立信順（重太郎）。

## 経歴
大阪に生まれる。大坂鉄砲方足立正長の養子となる。暦学を麻田剛立に学ぶ。寛政8年（1796年）に幕府天文方、高橋至時の下役となった。文化10年（1813年）に松前藩に出張し、馬場貞由らとゴローニン事件で幽閉されていたヴァシーリー・ゴロヴニーンからロシア語を学び、文政年間には通詞を務めた。天保6年（1835年）に天文方を拝命する。渋川景佑らとともに、天保15年（1844年）の改暦に功績があった。
子の信順と共に、墓碑が東京都杉並区堀ノ内の宗延寺に残る。これは元は台東区上野下谷にあった同寺の墓所に孫の足立信行（左内）が建立したものが、後に寺と共に移転したものである。

## 著作
『寛政暦書』等の暦書や『新脩五星法』を編纂し、天保6年に『魯西亜語辞書』を著わした。